# HMS Amazon (1799)
Pour les autres navires du même nom, voir HMS Amazon.
Le HMS Amazon est une frégate de classe Amazon construite pour la Royal Navy.
Le navire sert pendant les guerres de la Révolution française et napoléoniennes sous plusieurs commandants de marine notables et joue un rôle clé dans la bataille de Copenhague sous le capitaine Edward Riou, lorsque Riou commande l'escadron de frégates lors de l'attaque. Après la mort de Riou pendant la bataille, le commandement est brièvement confié au lieutenant John Quilliam. Quilliam impressionne fortement le contre-amiral Horatio Nelson qui le nomme sur le navire amiral HMS Victory, puis l'Amazon est transféré à William Parker qui poursuit son association avec Nelson en servant dans la mer Méditerranée et en participant à la chasse aux Antilles dans le cadre de la campagne de Trafalgar (en). La navire rejoint ensuite l'escadron de John Borlase Warren dans l'océan Atlantique et prend part à la défaite des forces de Charles Alexandre Léon Durand de Linois lors de la bataille du Cap-Vert. Pendant la bataille, la nvire traque et capture la frégate Belle Poule.
L'Amazon poursuit son service pendant encore plusieurs années, combattant activement les pillards et les corsaires, avant d'être retiré de son service actif à la fin de l'année 1811. Il reste en réserve plusieurs années après la fin des guerres napoléoniennes, puis est démantelé en 1817.